# Penisola della Florida

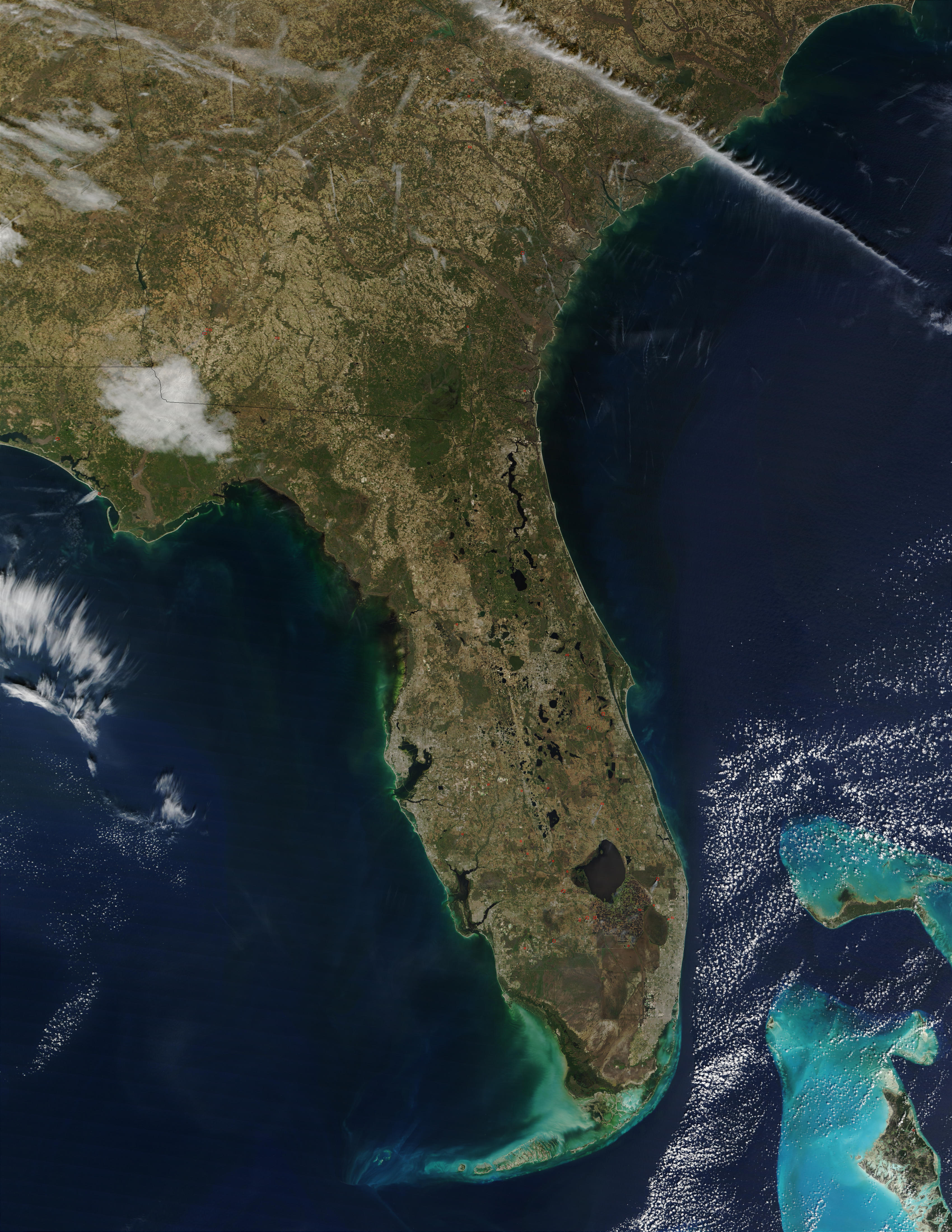
La penisola della Florida vista dal satellite

La penisola della Florida (larga 130 km, lunga 650 km) forma la parte meridionale dello stato omonimo degli USA. Protesa tra il Golfo del Messico e l'Oceano Atlantico, è attraversata dal 28º parallelo, che la divide circa a metà.
Prima di divenire parte degli Stati Uniti, nel 1822, è stata governata da spagnoli ed inglesi.

La dominazione inglese fu un breve intervallo tra due dominazioni spagnole nel corso del XVIII secolo, terminata con il Trattato di Versailles del 1783. Poiché spagnoli ed inglesi si contendevano il possesso delle Bahamas (per la loro posizione strategica a cavallo delle rotte per i Caraibi), la penisola della Florida venne usata come moneta di scambio: la sua assegnazione agli spagnoli corrispose alla cessazione delle loro mire sulle Bahamas, che divennero parte del Regno Unito.
È la patria degli indiani Seminole.

## Morfologia e clima
Morfologicamente è una vasta pianura, coperta da terreni sedimentari calcarei, posta a pochi metri sul livello del mare e caratterizzata da uno scarso drenaggio che favorisce lo sviluppo di zone paludose.
È costellata da laghi di origine carsica, tra cui il Lago Okeechobee, il secondo lago per superficie di tutti gli USA, situato a 4 m s.l.m. e profondo 4 - 5 metri.
Il clima è tropicale, con due stagioni della stessa durata: la stagione secca (da dicembre ad aprile) con scarse precipitazioni e temperatura elevata, e quella piovosa (da maggio a novembre) con precipitazioni dell'ordine di 1000 – 1650 mm di pioggia all'anno e caratterizzata da frequenti uragani nel periodo compreso tra la fine dell'estate l'inizio dell'inverno.

## Le Everglades
Le Everglades, racchiuse in un parco nazionale, occupano l'estremità meridionale della penisola. Si tratta di una zona selvaggia di paludi ed acquitrini con ecosistema unico.
Nelle paludi vivono coccodrilli, alligatori, tursiopi, lamantini, aquile di mare e falchi pescatori, molte specie di uccelli come l'aninga americana (Anhinga anhinga), l'ibis bianco (Eudocimus albus), l'airone bianco (Ardea herodias occidentalis) e la mitteria d'America (Mycteria americana), e una vegetazione ricca di palme, mangrovie, orchidee e cipressi di palude.